# María Teresa de Medina y Miranda
María Teresa de Medina y Miranda (Xalapa, 16 de diciembre de 1773) fue una de las principales impulsoras de la Independencia de México en Veracruz. 

## Biografía
Creció y vivió más de 30 años en el Puerto de Veracruz puesto que su madre, Martina Ramona de Miranda y de Arraido, y su padre, Francisco Javier de Medina y García de Sotomayor, poseían negocios en dicha ciudad. Fue hasta 1804 que viajaría a Xalapa, poco después del fallecimiento de su madre y heredar su fortuna. Una vez establecida en la ciudad, conoció a Manuel de la Sota Riva, alto oficial militar de la Corona Española, el cual se mostraba contrario a la separación de España, y con quien contraería nupcias tiempo después, así como con quien criaría a cuatro hijos.

## Vida política
Radicada en la ciudad de Xalapa, propició como sede su hogar para llevar a cabo reuniones que tenían el fin de discutir y conspirar en cuanto al movimiento insurgente. Promoviendo así, la formación de una Junta Insurgente, misma que también financió. Habiéndose descubierto la Junta Independiente Americana de Xalapa, se situó en Naolinco donde conformó la Junta Gubernativa Americana junto con Mariano Rincón y demás independentistas. Cuando las autoridades virreinales descubrieron dicha junta, algunos independentistas fueron capturadas por la Santa Inquisición, no obstante, ella da aviso y logra que otros tantos no sean capturados. Por su parte, ella se vio obligada a trasladarse a la Ciudad de México. Durante el breve imperio de Iturbide, en el que su esposo alcanzaría el grado de mariscal, sería nombrada dama de la corte de la emperatriz. 
Formó parte de la secta masónica "Caballeros Racionales de Jalapa", una congregación secreta de caballeros, siendo ella la única mujer.